# Hrvoje Barbir Barba
Hrvoje Barbir Barba (Ploče, 25. siječnja 1961.) je hrvatski književnik, pjesnik i dramski pisac. Piše i romane i djela dječje književnosti (za veliku i malu djecu).
Član je Hrvatskog društva književnika. 

## Životopis
Osnovno i srednje školovanje je imao u rodnim Pločama, a pravo je studirao u Mostaru i Banjoj Luci. 
Književnost ga upoznaje '80-ih godina.
U početku je objavljivao pjesnička djela, ukupno pet knjiga. Osobito plodno razdoblje njegova pjesništva je bilo pred i za vrijeme Domovinskog rata. 
Zbirka "Za šaku zemlje" iz 1993. je u osvrtu u riječkom "Novom listu", od 19. siječnja 1994., prof. Gorana Kalogjere (od 2000. vicerektora Riječkog sveučilišta i od 2003. pridruženog člana Makedonske akademije znanosti i umjetnosti) dobila naslov "Nadarena stvaralačka osobnost"
Nakon pete knjige poezije, "Bermudski trokut", koju je objavio (u suradnji s mlađim hrvatskim pjesnicima i sudionicima Domovinskog rata - Tomislavom Domovićem iz Zagreba i Milanom Mačešićem iz Vinkovaca, počeo se zanimati za dramu i dramske tekstove.
Njegov dramski prvijenac je odmah dobio najznačajniji hrvatsku dramsku nagradu "Marin Držić".
Iako mu je tragedija i napetica "Telmah" bila dobitnicom treće nagrade "Marin Držić" još 1996., njegova dramska djela nisu bila uprizorena na kazališnoj pozornici sve do 16. prosinca 2004., kada mu je uprizorena komedija "Ispit", djelo s elementima burleske, groteske, vodvilja i u drugoj protezi, farse.
Književni časopisi su mu objavili nekoliko njegovih djela. Tako mu je "Telmah" objavljen u kazališnom časopisu "Glumište", "Zapadni zatvor" u riječkoj "Književnoj reviji" , "Idi i umij se na jezeru siloamskom" (Suzej 2002), "Cargo"...
Za razliku od kazališnih kuća, Hrvatski radio je prepoznao njegova djela, tako da su mu praizveli sedam tekstova s velikim uspjehom, tako da je svaki izvedeni tekst najmanje po tri puta repriziran, a jedan je dočekao čak šest izvođenja puta u dvije godine.

Izvedena djela su bila radijske komedije, radijske drame te prilagođeni tekstovi (u redateljstvu eminentnih imena).
Djela su mu izvođena ovim redom:

- Lift, komedija, 2003., urednica Nives Madunić Barišić, (13. siječnja 2002., na 2. programu Hrv. radija u emisiji "Panoptikum")
- Pljačka pošte u Gornjem Logu , komedija, urednica Nives Madunić Barišić; (izvedena 30. studenoga 2003., 2. svibnja 2004., 20. siječnja 2006. i 9. rujna 2007. na 2. programu Hrv. radija, u emisiji "Panoptikum")
- Muhe, urednica Nada Zoričić,  (u emisiji "Fantastika u radio drami", na 3. programu Hrv. radija, 1. siječnja 2006.)

Danas (stanje 27. rujna 2007.), u pripremi za izvedbu na radiju su (na snimanju su) mu još dva teksta. Tekstovi u pripremi su:

- Iza neprijateljskih linija, napetica, urednik Mate Matišić i
- Zaleđe, komedija, prema motivima Hašekove priče "Offside", (za emisiju "Panoptikum"), urednica Nives Madunić Barišić.

Svi su dramski tekstovi odigrani pod ravnanjem najpoznatijih hrvatskih radijskih redatelja, a u njima su glumili, među ostalim, glumili i velikani hrvatskog glumišta kao što su Relja Bašić, Marija Kohn, Ljubomir Kapor, Špiro Guberina, Vlasta Knezović, Matija Prskalo, Mila Elegović, Darija Lorenci...
Od njegova društvena angažmana, bio je dijelom književničke akcije potpore kolegi pjesniku i ratnom suborcu Tomici Bajsiću dobitniku nagrade Goranove nagrade za zbirku pjesama "Južni Križ") posvetivši mu pjesmu "Tom i ja u društvu književnika".

## Djela
(popis nepotpun)
- Balada o cvrčku i tovaru, poezija, Sarajevo, 1986.
- Drugalica, roman u stihovima za veliku i malu djecu, Sarajevo, 1990.
- Najniže klase poezija, poezija, Rijeka, 1991.
- Za šaku zemlje, poezija, Rijeka, 1993.
- Bermudski trokut, poezija, Rijeka 1994. (u suradnji s mlađim hrvatskim pjesnicima i sudionicima Domovinskog rata - Tomislavom Domovićem iz Zagreba i Milanom Mačešićem iz Vinkovaca)
- Telmah ili pet stotina razloga zbog kojih ne treba pisati poeziju, tragedija/napetica, 1995., dobitnica treće nagrade "Marin Držić" 1996.
- Zapadni zatvor, "tragična komedija u tri čina za tri jako gladna glumca", 1998/99.
- 0002 Suzej, placebo drama, 1998/99.
- Ispit, komedija u dva čina, izvedena 2004. i u Pločama 25. veljače 2005., oba puta u izvedbi Šibenskog kazališta   Arhivirana inačica izvorne stranice od 14. listopada 2007. (Wayback Machine)
- Lift, komedija
- Pljačka pošte u Gornjem Logu, komedija
- Muhe, radio-drama
- Cargo", dramski tekst, 2004.

Neka djela mu se pojavljuju i u zbirci iz 2001. "Dan velikih valova", zajedno s mnoštvom drugih autora. U istoj zbirci je proza i poezija Rivalova (Udruge građana Rival) naraštaja s bibliografijom časopisa 1988. – 2000. i biblioteke 1987. – 2001.; prireditelji su bili Mladen Urem, Goran Ušljebrka i Milan Zagorac.

## Vanjske poveznice
- Hrv. centar ITI  Arhivirana inačica izvorne stranice od 28. rujna 2007. (Wayback Machine)
- Hrvoje Barbir Barba in South Slavic Literature Library
- Dječji festival u Šibeniku  Arhivirana inačica izvorne stranice od 4. rujna 2007. (Wayback Machine) Praizvedba "Ispita"
- Umjetnici blogspot Pisci A-Dj
- Knjižnica FOI